# Clarks Summit
Clarks Summit ist eine Borough im Lackawanna County im US-Bundesstaat Pennsylvania. Das U.S. Census Bureau hat bei der Volkszählung 2020 eine Einwohnerzahl von 5.107 auf einer Fläche von 4,1 km² ermittelt.  
Das Kerngebiet (Clarks Green) der heutigen Gemeinde wurde William Clark als Belohnung für die Teilnahme an der Schlacht von Bunker Hill 1775 im Amerikanischen Unabhängigkeitskrieg zugesagt. Da die Zuteilung später jedoch als unrechtmäßig eingestuft wurde, erwarb Clark das Land eigenständig und bezog es 1799 mitsamt seinen drei Söhnen.

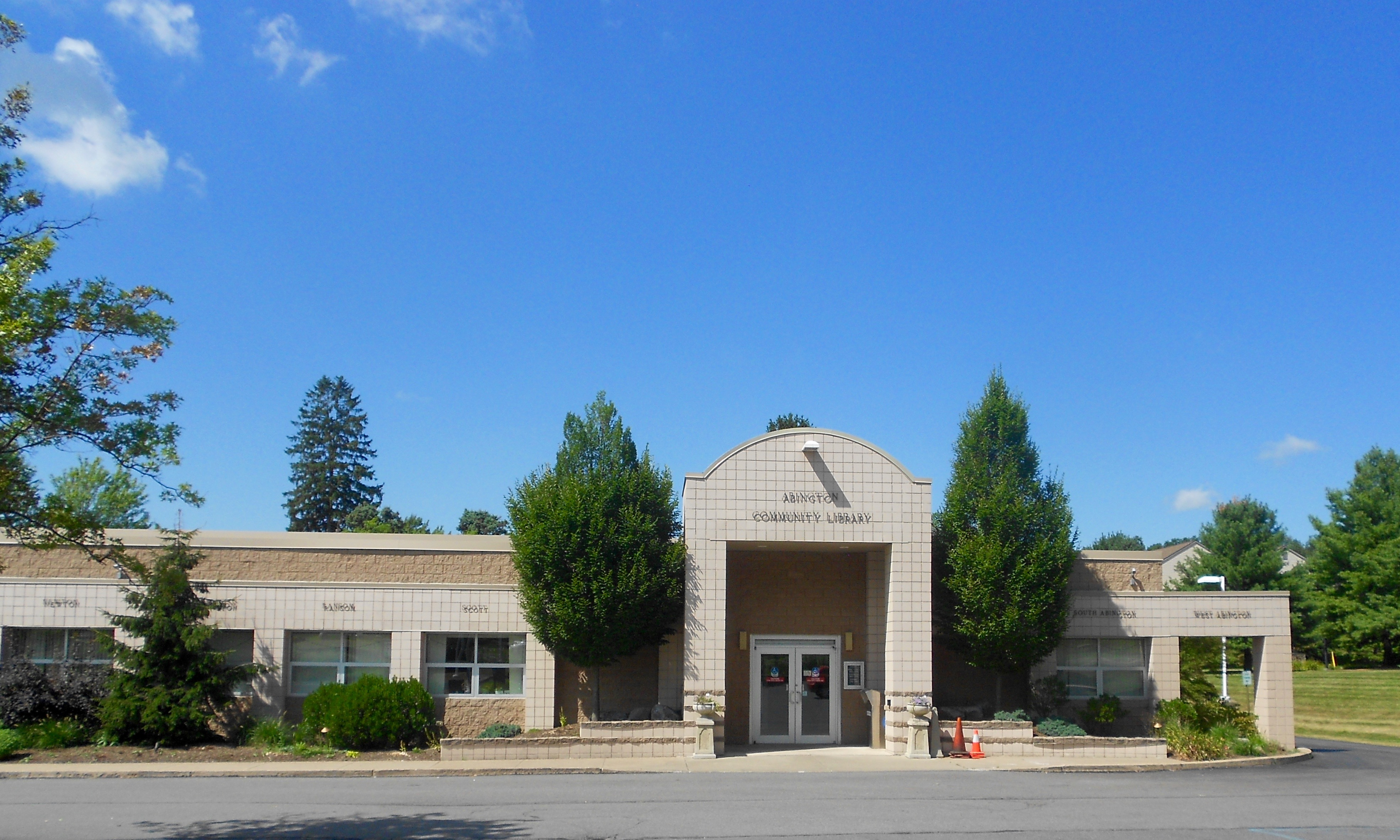
Abingtons Gemeindebibliothek in Clarks Summit

## Persönlichkeiten
- Adam Rippon (* 1989), Eiskunstläufer
- Nicole Sheridan (* 1975), Pornodarstellerin
- Warren Stevens (1919–2012), Schauspieler
- Lauren Weisberger (* 1977), Schriftstellerin